# Bảo tàng Mequinenza
Bảo tàng Mequinenza là ba không gian bảo tàng được tìm thấy ở Mequinenza (Zaragoza). Chúng được tạo thành từ Museo de la Mina (một trong số ít các bảo tàng khai thác mỏ nằm bên trong một phòng trưng bày xác thực đã được phục hồi với hơn 1000 mét tuyến đường bên trong mà bạn có thể thấy than thật), Bảo tàng Lịch sử Mequinenza và Bảo tàng của Quá khứ Tiền sử với mục đích phổ biến khai thác mỏ và di sản lịch sử của thị trấn, và đặc biệt là Thị trấn Cổ Mequinenza, đã biến mất và bị phá hủy dưới sông Ebro sau khi xây dựng hồ chứa Ribarroja. Vị trí của nó là trong Nhóm trường María Quintana được xây dựng vào năm 1927, trước đây là nơi đặt các trường học của khu phố cổ.
- Bảo tàng Mỏ: cung cấp một chuyến tham quan một phòng trưng bày khai thác thực tế, nơi bạn có thể tìm hiểu về công việc của những người thợ mỏ trong bể than Mequinenza trong suốt 150 năm qua. Nó có một bộ sưu tập lớn và đa dạng các máy móc thực tế từ các hoạt động khai thác khác nhau trong khu vực.
- Bảo tàng Lịch sử Mequinenza: trình bày một cuộc hành trình xuyên suốt lịch sử của thị trấn và mối liên hệ của nó với ba con sông (sông Ebro, sông Segre và sông Cinca), cũng như tầm quan trọng chiến lược của thị trấn và lâu đài của nó. Nó có một phần dành riêng cho việc bỏ hoang và chuyển Khu Phố Cổ đến Mequinenza mới sau khi xây dựng hồ chứa Ribarroja, và một không gian dành riêng cho di sản văn học, nhiếp ảnh và hình ảnh của nhà văn Jesús Moncada ở Mequinenza.
- Bảo tàng quá khứ tiền sử: một xưởng vũ trụ có nhiều tác phẩm tái hiện các địa điểm khảo cổ được tìm thấy ở Mequinenza, cũng như các ví dụ khác nhau về Nghệ thuật đá của Vòm Địa Trung Hải của bán đảo Iberia được tìm thấy trong thuật ngữ thành phố.

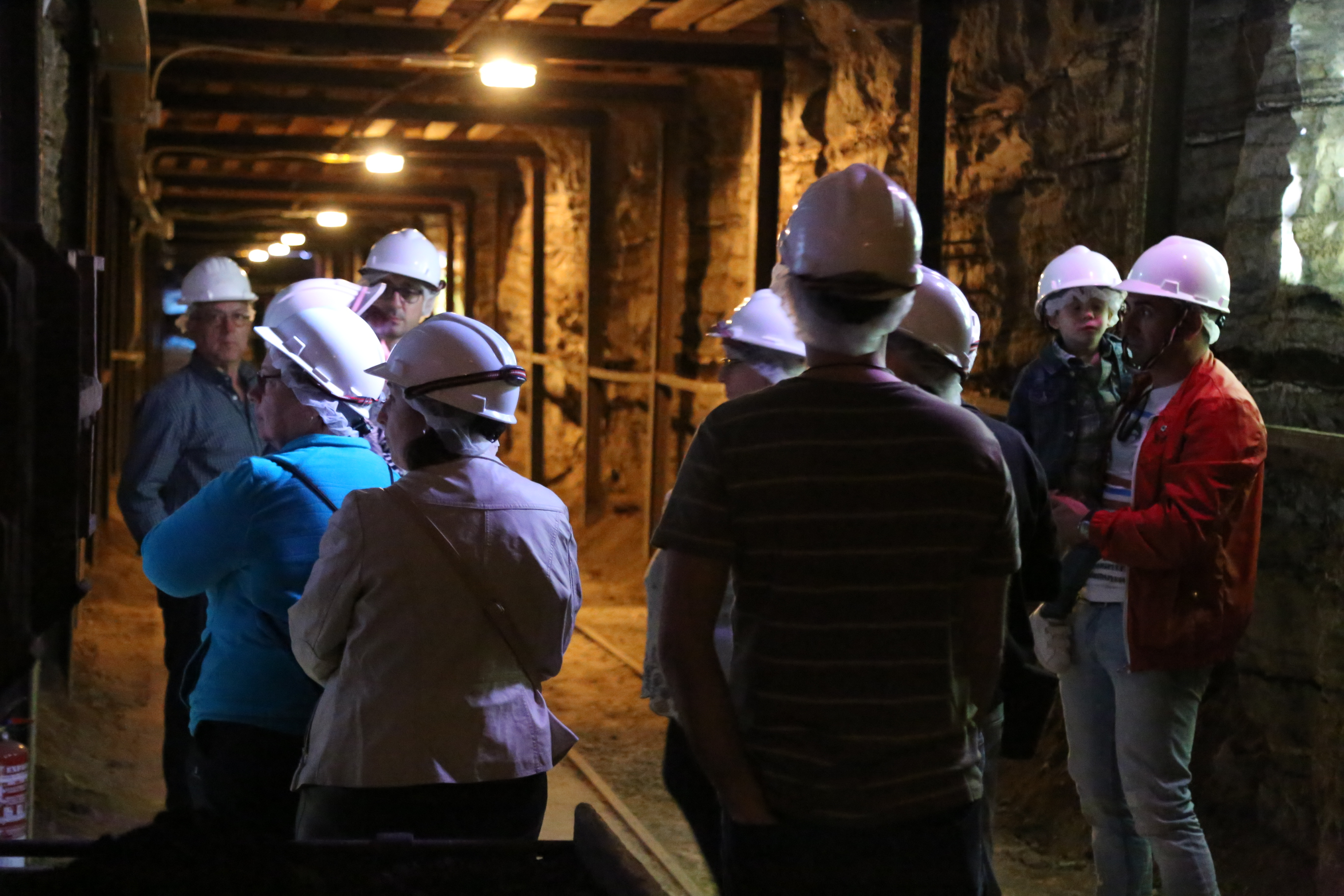
Bảo tàng Mina de Mequinenza.

## Xây dựng
Tòa nhà được xây dựng theo sự thúc đẩy của nhiều nhân cách khác nhau như giáo viên María Quintana , sinh ra ở Mequinenza và người đã trở thành thanh tra của First Education ở Madrid, giáo viên Máximo Cajal, và nhà báo Mariano de Cavia, và nó là một phần được hỗ trợ bởi một phương tiện đăng ký phổ biến của người dân địa phương.
Dự án được vẽ bởi Jorge Gallegos vào tháng 10 năm 1923, mặc dù một số nguồn thư mục nhất định quy dự án này trực tiếp cho kiến trúc sư trưởng của Đơn vị kỹ thuật Antonio Flórez. Trên thực tế, họ đều là những người đến vào ngày khánh thành tòa nhà để nhận nó và giao nó cho Hội đồng thành phố Mequinenza.
Công trình được chỉ đạo bởi kiến trúc sư trường học của tỉnh Regino Borobio, được khánh thành vào ngày 4 tháng 4 năm 1927 và cuối cùng được tiếp nhận vào tháng 10 năm 1928. Nhóm trường đã nhận được tên của María Quintana, người đã dành tặng bức tượng bán thân bằng đồng do José Bueno làm.
Trên thực tế, đây là tòa nhà duy nhất ở thị trấn cổ Mequinenza còn sót lại sau khi dân cư bị phá hủy do xây dựng hồ chứa Ribarroja.

## Nhận biết
Các bảo tàng thuộc Mequinenza từ năm 2017 Iberia Network Space Geomineros, hiệp hội văn học Espais Escrits không gian và từ Mạng lưới bảo tàng toàn cầu về nước năm 2020 của UNESCO.